# ماریا کاپوویلا
ماریا استر اِرِدیا لکارو دِ کاپوویلا (اسپانیایی: María Esther Heredia Lecaro de Capovilla‎؛ ‏ ۱۴ سپتامبر ۱۸۸۹ – ۲۷ اوت ۲۰۰۶)) یک زن خانه‌دار ابرصدساله اهل اکوادور بود که در زمان مرگش در سن ۱۱۶ سال و ۳۴۷ روزگی، مسن‌ترین فرد زنده تاییدشدهٔ جهان شناخته می‌شد و نامش در کتاب رکوردهای جهانی گینس قرار گرفت.

## زندگی‌نامه
او که با نام ماریا استر اِرِدیا لکارو در گوایاکیل متولد شد، دختر یک سرهنگ ارتش بود و در میان نخبگان طبقه بالای جامعه بزرگ شد و در مراسم اجتماعی و کلاس‌های هنری شرکت کرد. او هرگز سیگار نمی‌کشید و در حد اعتدال مشروب می‌نوشید.
در سال ۱۹۱۷، او با یک افسر نظامی و ملوان ایتالیایی‌تبار به نام آنتونیو کاپوویلا (۱۸۶۴–۱۹۴۹) ازدواج کرد. آنتونیو از تبار ایتالیایی بود و در شهر پولا واقع در امپراتوری اتریش-مجارستان (امروزه پولا در خاک کرواسی) به دنیا آمده بود. او در سال ۱۸۹۴ به شیلی و سپس در سال ۱۹۱۰ به اکوادور نقل مکان کرده بود. آنتونیو پس از مرگ همسر اولش، با ماریا ازدواج کرد و تا زمان مرگش در سال ۱۹۴۹ همسر او بود. آنها با هم صاحب پنج فرزند شدند که سه نفر از آنها در زمان مرگ ماریا هنوز زنده بودند: هیلدا (۸۱ ساله)، ایرما (۷۹ ساله) و پسرش آنیبال (۷۷ ساله). او همچنین دوازده نوه، بیست نتیجه و دو نبیره داشت.
حوالی ۱۰۰ سالگی، کاپوویلا در شرف مرگ بود و حتی مراسم آخرین دعا برای فرد در حال احتضار بر بالینش اجرا شد، اما نه تنها نمرد بلکه تا زمان مرگش از سلامت کامل برخوردار بود. سلامتی او در دسامبر ۲۰۰۵، که در ۱۱۶ سالکی بود داشت، برای فردی در این سن و سال بسیار خوب بود. او تلویزیون تماشا می‌کرد، روزنامه می‌خواند و بدون کمک عصا راه می‌رفت (اگرچه یک پرستار به او کمک می‌کرد). کاپوویلا در دو سال قبل از مرگش نتوانست خانه اش را ترک کند و خانه اش را با دختر بزرگش هیلدا و دامادش به اشتراک گذاشت. در یک مصاحبه رسانه ای، کاپوویلا اظهار داشت که از این واقعیت که امروزه زنان از مردان خواستگاری می‌کنند، و نه برعکس، بیزار است.
با این حال، در مارس ۲۰۰۶، سلامتی کاپوویلا رو به افول رفت و او دیگر قادر به خواندن روزنامه نبود. حرف زدنش تقریباً قطع شده بود و دیگر قادر به راه رفتن نبود مگر با کمک که دو پرستار یا همراه. با این حال، کاپوویلا می‌توانست روی صندلی‌اش بنشیند و خودش را باد بزند، و تا زمانی که در هفته آخر اوت ۲۰۰۶، ۱۸ روز پیش از جشن تولد ۱۱۷ سالگی، در اثر سینه‌پهلو جان به جان‌آفرین تسلیم کرد.

## رکوردهای سن
رکوردهای کاپوویلا در ۲۷ اوت ۲۰۰۵، دقیقاً یک سال قبل از مرگ او در سن ۱۱۵ سال و ۳۴۷ روز به گینس ارسال شد و در تاریخ ۹ دسامبر ۲۰۰۵ با ۱۱۶ سال و ۸۶ روز سن، به عنوان مسن‌ترین فرد جهان در رکوردهای جهانی گینس ثبت شد که بدین ترتیب جانشین هندریکیه فان آندل-سخیپر هلندی (مسن‌ترین فرد جهان از ۲۹ مه ۲۰۰۴ تا زمان مرگش در ۳۰ اوت ۲۰۰۵) و الیزابت بولدن آمریکایی (احتمالا مسن‌ترین فرد جهان از ۳۰ اوت ۲۰۰۵ تا ۹ دسامبر ۲۰۰۵) شد. نام کاپوویلا مجدداً در ۱۲ آوریل ۲۰۰۶ در سن ۱۱۶ سال و ۲۱۰ روز به وبسایت رکوردهای جهانی گینس اضافه شد.
در زمان مرگ کاپوویلا در سن ۱۱۶ سال و ۳۴۷ روزگی، در ابتدا تصور می‌شد که چهارمین مسن‌ترین فرد تاییدشده‌ای است که تا به حال زندگی کرده است. با این حال، به دلیل تأیید اعتبار سنی دلفیا ولفورد ۱۱۷ ساله در ۲۹ آوریل ۲۰۲۳، معلوم شد که او پنجمین فرد پیر ثبتشده جهان از لحاظ سنی است. کاپوویلا مسن‌ترین فرد تأیید شده آمریکای جنوبی بود تا اینکه فرانسیسکا سلسا دوس سانتوس از برزیل در ۴ اکتبر ۲۰۲۱ از رکورد سنی او گذشت و یک روز بعد درگذشت. ماریا کاپوویلا همچنین آخرین فرد زنده ای بود که تأیید شد در دهه ۱۸۸۰ به دنیا آمده است.
پس از مرگ او در ۲۷ اوت ۲۰۰۶، جانشین او به عنوان مسن‌ترین فرد، الیزابت بولدن بود. بولدن دومین فردی بود که در دو موقعیت مختلف زمانی به عنوان مسن‌ترین فرد جهان در نظر گرفته شد (ژان لوئیز کالمان زن فرانسوی و رکورددار سن در تاریخ جهان، اولین نفر بود).